# Oldenstädter See
Der Oldenstädter See (umgangssprachlich auch: O-See) ist ein Binnensee in Oldenstadt, einem Ortsteil der Hansestadt Uelzen im niedersächsischen Landkreis Uelzen. Der Baggersee entwickelte sich zu einem Badesee mit einem umlaufenden Wanderweg, umgeben von einer natürlichen Vegetation, Schilf- und Strandbereichen.

## Lage
Der Oldenstädter See liegt in unmittelbarer Nähe des Elbe-Seitenkanals. Er kann aus den umliegenden Orten Oldenstadt, Uelzen (rund 2 Kilometer entfernt), Emmendorf (etwa 4 km entfernt), Rätzlingen (etwa 6 km entfernt) und Oetzen (etwa 7 km entfernt) erreicht werden.

## Geschichte
Der Baggersee entwickelte sich aus einer Sandgrube, die in den 1970er-Jahren durch den Abbau großer Mengen von Sand für den Bau des Elbe-Seitenkanals entstand. Die heutige Größe der Wasserfläche entstand, nachdem Ende der 1990er-Jahre für den Bau der Ortsumgehung erneut Sand entnommen wurde.

## Naherholung
Der etwa 15,5 Hektar große und maximal etwa 6 Meter tiefe See speist sich aus Grundwasser und wird als Badesee und zur Naherholung genutzt. Die Fläche teilt sich in ein Natur-Biotop, einen Bereich zum Surfen und einen nicht überwachten Badebereich (mit zwei insgesamt 290 m langen Strandbereichen). Der See hatte seit 2015 eine ausgezeichnete Badewasserqualität (gemäß der Niedersächsischen Badegewässerverordnung als Umsetzung der EU-Badegewässerrichtlinie). Während der Badesaison vom 15. Mai bis zum 15. September eines Jahres werden monatlich an drei Überwachungsstellen Untersuchungen des Badewassers durchgeführt und vom Niedersächsischen Landesgesundheitsamtes veröffentlicht. Das Wasser hat Mittelwerte (2015–2018) bei der Temperatur von 27,4 °C und der Sichttiefe von 1,50 m.
Bei schönem Wetter ist in einem Strandbereich ein Kiosk und eine Sanitäranlage geöffnet. Mit Genehmigung der Stadt Uelzen darf eine Grillhütte genutzt werden. Im südwestlichen Bereich ist ein Hundestrand ausgewiesen, ansonsten sind Hunde an der Leine zu führen. 
Der See ist von Baumbestand und natürlicher Vegetation umgeben durch die ein Rundwanderweg führt. Das Ufer ist stellenweise von Schilf gesäumt.
Am See liegt das historische Rauchhaus, ein Backsteinbau mit Reetdach, in dem verschiedene Veranstaltungen stattfinden. Das Zweiständerhaus wurde 1736 in Hanstedt I errichtet, dort 1971 abgerissen und 1986 am See wiedererrichtet. Der örtliche Angelsportverein nutzt dieses typische Bauernhaus der Lüneburger Heide für Vereinszwecke und den See für das Angeln vor allem von Hecht, Karpfen und Schleie. 
Im Winter wird auf dem See Eishockey gespielt und es gibt einen Rodelberg.
Am See gibt es eine kleine Parkfläche an der Straße Zum See und einen großen Parkplatz am Badestrand.